# Preußischer Pfaffenkrieg
Der Pfaffenkrieg von 1467 bis 1479 entzündete sich um die Investitur im Fürstbistum Ermland und war ein erneutes Kräftemessen zwischen dem Königreich Polen und dem Deutschen Orden.

## Politischer Hintergrund
Nach dem Dreizehnjährigen Krieg und Zweiten Frieden von Thorn 1466 fiel das Ermland an das Königreich Polen. Dadurch musste jeder neue Bischof vom polnischen König bestätigt werden. Als Nikolaus von Tüngen vom Domkapitel zum Bischof im Ermland gewählt wurde, verweigerte König Kasimir IV. Andreas seine Zustimmung und wies das Amt des Fürstbischofs von Ermland dem Vicentius Kielbassa, Bischof von Kulm, zu. Nikolaus, ein hoher Beamter in Rom, bekam die Unterstützung vom Papst Paul II. und wurde am 4. November 1468 von ihm bestätigt. Nach zwei Jahren kam er nach Ermland, konnte aber das Amt nicht übernehmen und ging nach Riga. Der König ernannte diesmal seinen Kronkanzler Andrzej Oporowski zum Bischof. Zwischenzeitlich war in Rom Sixtus IV. zum Papst gewählt, der nun den Wünschen des polnischen Königs nachkam und den neuen Kandidaten bestätigte. Von Tüngen sollte mit dem Amt des Fürstbischofs von Cammin entschädigt werden. Dieser betrachtete sich aber als eingesetzt und begann das Bistum Ermland mit Waffengewalt zu verteidigen. 
Er wurde dabei vom ungarischen König Matthias Corvinus unterstützt, der mit Polen gerade im Streit lag. 1477 schloss sich auch der Hochmeister Heinrich Reffle von Richtenberg der Allianz an.

## Kriegsverlauf
Nachdem von Tüngen ein Söldnerheer angeworben hatte, konnte er das nördliche Ermland unter seiner Kontrolle bringen. Als der neue Hochmeister des Deutschen Ordens Martin Truchsess von Wetzhausen dem polnischen König den obligatorischen Treueeid verweigerte, versuchte dieser seinen widerspenstigen Lehnsmann mit militärischen Mitteln zur Raison zu rufen und rückte mit Truppen im Ordensland ein. Im Jahre 1478 erschien das polnische Heer vor Wartenburg, vermochte aber nicht die Stadt einzunehmen. Auch die Stadt Braunsberg wurde belagert und von Tüngen musste nach Königsberg fliehen. Die ersten Verhandlungen brachten kein Ergebnis. Erst als Matthias Corvinus ihm seine Unterstützung entzogen hatte, sah sich von Wetzhausen gezwungen, ernsthafte Gespräche mit der polnischen Krone aufzunehmen.

## Folgen
Als deren Ergebnis leistete der Hochmeister am 9. Oktober 1479 dem polnischen König den Huldigungseid und von Tüngen wurde als Fürstbischof von Ermland durch die polnische Krone bestätigt.